# Pošta

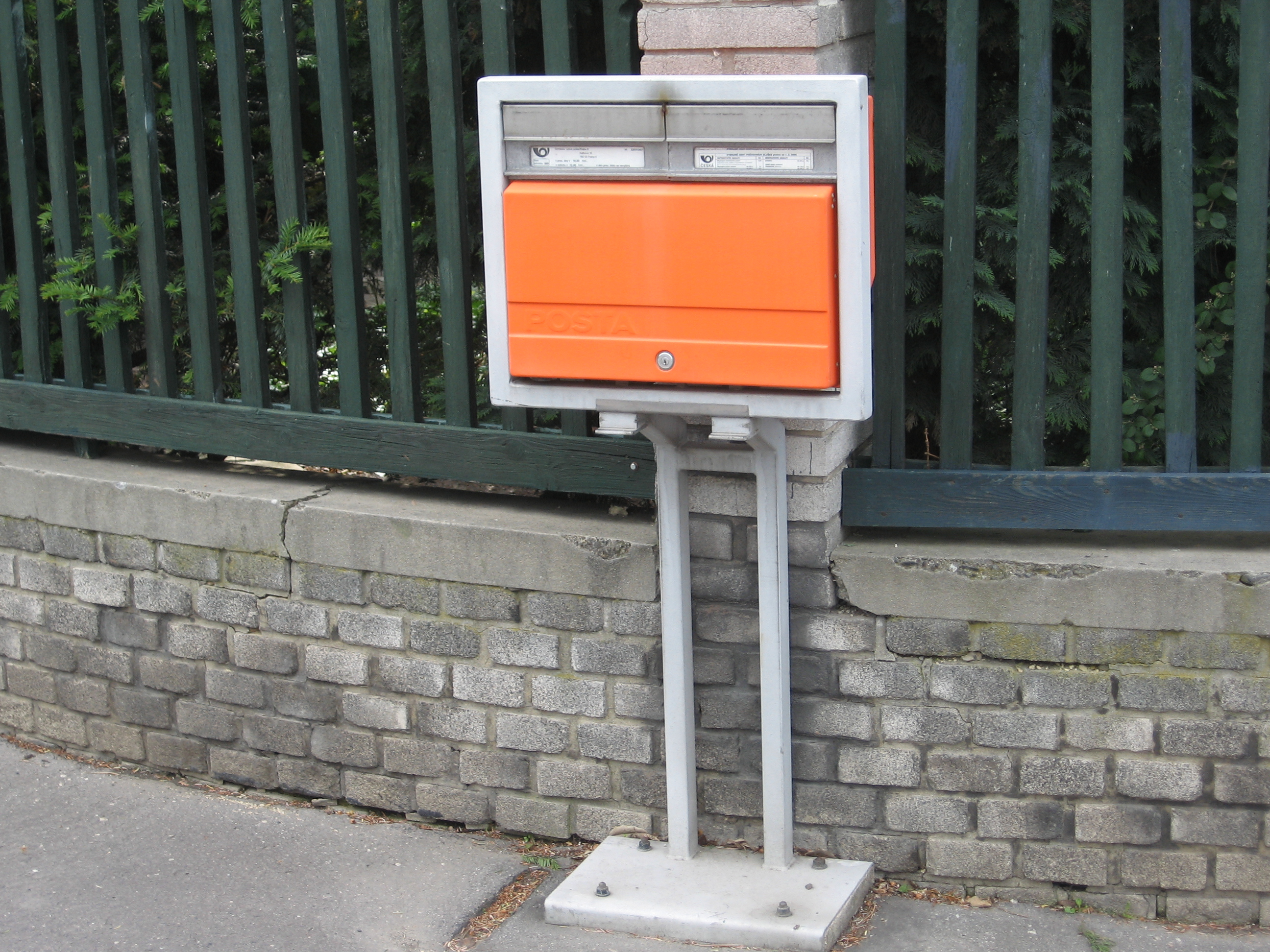
Poštovní schránka České pošty

Pošta je veřejná služba pro rozesílání a doručování zásilek, dopisů a zpráv, pro převody peněz, vydávání známek a podobně. Jedná se o jednu z nejstarších veřejných služeb vůbec. Tvoří součást každodenního života lidí na celém světě a její správné fungování je důležité pro tuzemské i mezinárodní společenství. Fungující pošta je jednou z podmínek pro mezinárodní uznání státu resp. režimu.
Spolehlivé a rychlé doručování zpráv může mít rozhodující strategický význam pro stát a jeho vládu, například v obdobích krizí, katastrof, konfliktů a nepokojů, tím víc za války. Až do poloviny 19. století se to dělo téměř výhradně dopravou písemných zpráv, kterou ovšem výrazně zrychlila železnice. Z rostoucích nároků na úřední i obchodní komunikaci vznikla potřeba různě technicky realizovaných telegrafů a ke konci století se rychle rozšířil i telefon. Během 20. století k tomu přibyla dálnopisná síť a hlavně bezdrátové komunikace, které zatím vyvrcholily mobilní telefonní sítí a internetem. Tím význam dopravy písemných zpráv (včetně telegrafie) poklesl.

## Stát a pošta
Většina států má vlastní poštovní úřady, které vykonávají zmíněné služby a udržují styk s okolními státy (s jejich poštovními úřady), často však povoluje i soukromé poštovní a telefonní služby, případně může poštovní službu svěřit či pronajmout firmě. Mezinárodní výměna pošty bývá často fungující službou i v dobách vojenských konfliktů mezi nepřátelskými státy. V dobách války se zřizují specializované poštovní úřady přímo v armádě v poli (tzv. polní pošta).

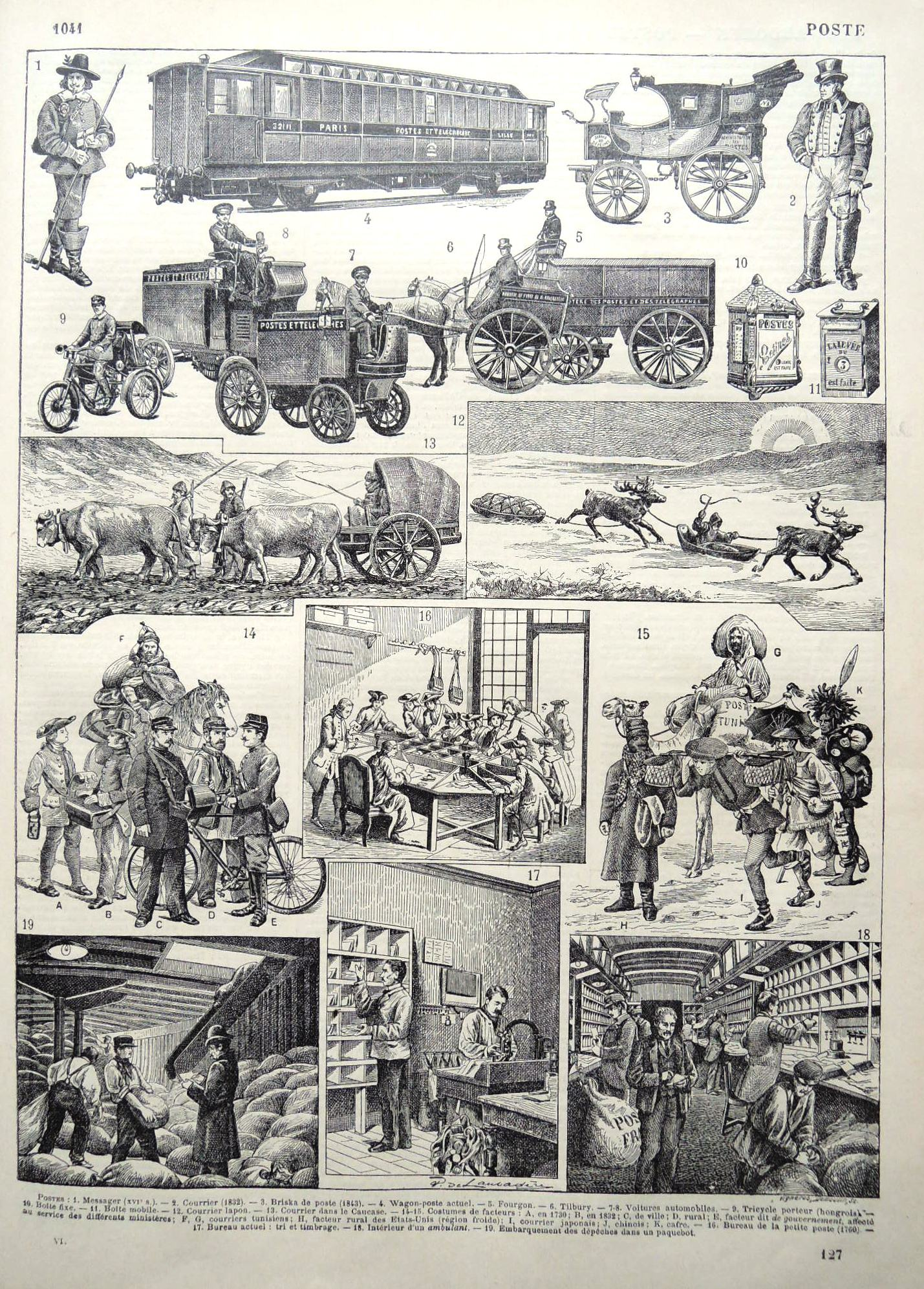
Pošta kolem roku 1900

## Historie
Počátky více méně pravidelné výměny zpráv spadají už do starověku, dobrou poštovní síť měl např. Egypt, Řím a Persie, také Čína a Indie. Spojení bývalo ovšem vyhrazeno především pro panovníka a jeho agendu a jen příležitostně sloužilo i veřejnosti. Spolehlivé doručování zpráv i na velké vzdálenosti mělo velký význam pro rozsáhlé říše, spravované z jednoho místa. Poštovní služby (cursus publicus) se proto rozvinuly zejména v Římě od císaře Augusta na vojenských silnicích Římské říše a i slovo pošta vzniklo z latinského termínu statio posita (umístěná stanice). Termín označoval domy u silnice, určené a vybavené pro službu organizacím, které doručovaly zprávy, později přepravovaly také osoby a náklad. Mezi jejich hlavní úkoly patřila výměna či přepřahání koní, nabídka stravování a poskytování noclehu. V Evropě se dodnes řada starých hotelů jmenuje "U pošty".
Později některé poštovní správy provozovaly či stále provozují veřejnou autobusovou dopravu buď samostatnými jízdami nebo v kombinaci funkce veřejné dopravy s funkcí poštovní obsluhy území.

### Historie české pošty

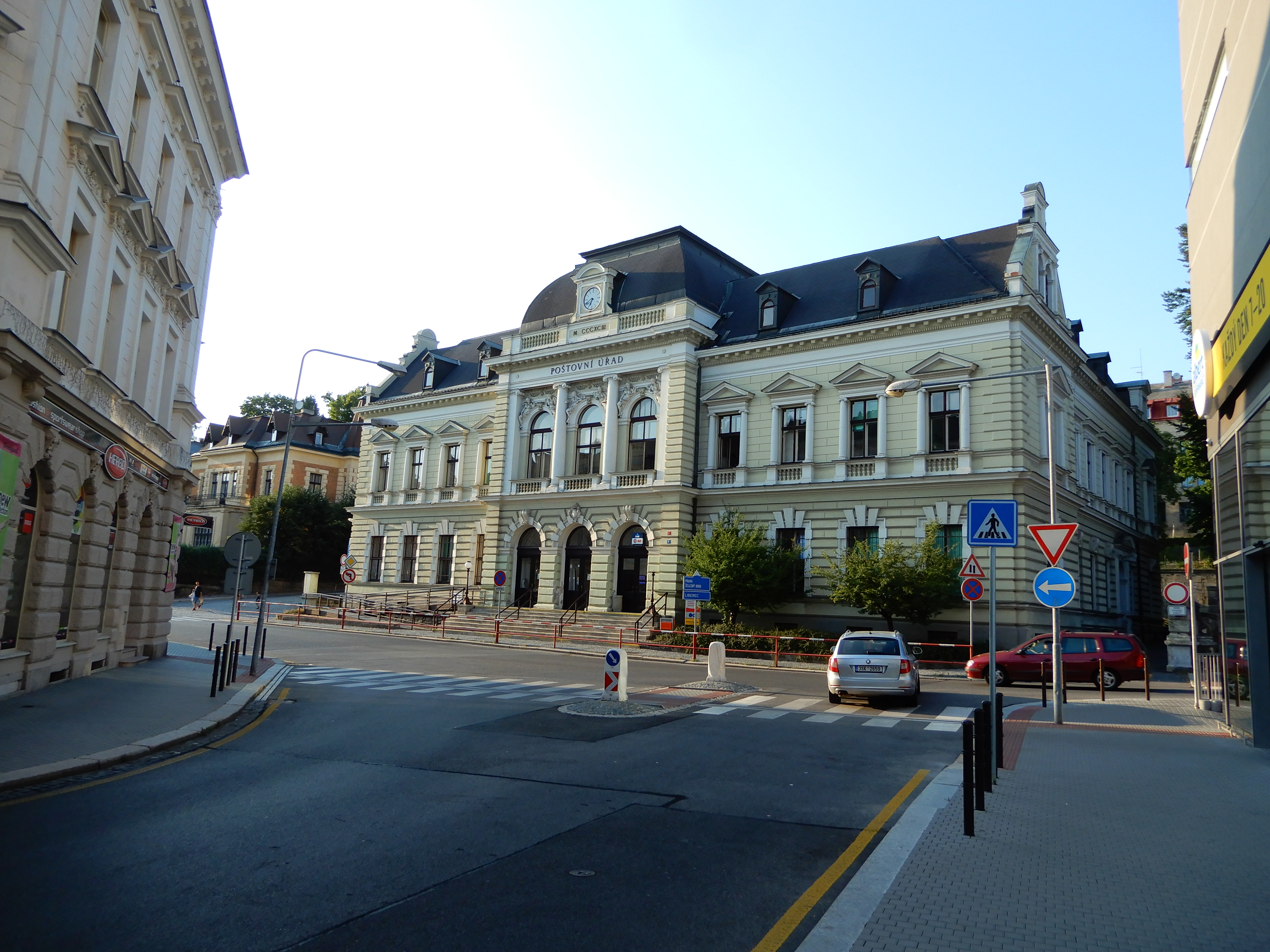
Hlavní poštovní úřad v Jablonci nad Nisou z roku 1896

V českých zemích začal rozvoj poštovnictví s nástupem Habsburků. Regulérní pošta, organizovaná doprava zpráv na dnešním území České republiky je spojena s volbou Ferdinanda I. za českého krále a vznikla dokonce dřív, než Habsburk usedl na český trůn, již v roce 1526. Pošta byla zprvu výhradně pro státní potřebu. Další důležité období rozvoje pošt v českých zemích nastalo za vlády Karla VI., kdy byla poštovní služba převzata do státní správy.
Ferdinand I. využil služeb i zkušeností šlechtické rodiny Taxisů, kteří už od konce 13. století takřka monopolně organizovali poštovní přepravu v severní Itálii a ve velké části Evropy. Roku 1505 je pověřil organizací pošty v říši a jednomu z členů rozvětvené rodiny, nejvyššímu dvorskému poštmistru Antoniu Taxisovi uložil, aby co nejrychleji zřídil pravidelné spojení mezi Vídní a Prahou. Kandidát na český trůn chtěl mít co nejčerstvější zprávy o tom, jak se v Praze vyvíjí jeho volební kampaň.
Po krátkém provizoriu se hned roku 1527 začalo s budováním stálých poštovních stanic, v nichž se vyměňovali koně jízdních kurýrů. Nejstarší poštovní trasa mezi Prahou a Vídní vedla přes Tábor do Košic u Soběslavi, kde se rozdělovala na dvě větve. Jižní mířila na Linec, východní větev vedla přes Člunek a Slavonice dále směrem na Vídeň.
Vrchním pražským poštmistrem se stal synovec zmíněného Antonia Taxise Ambrož a po něm Kryštof Taxis. Poštovní monopol rodiny Taxisů trval v Čechách až do konce Ferdinandovy vlády. V roce 1564 však byl Kryštof Taxis pro dluhy a nepořádky sesazen a dokonce uvězněn v pražské Bílé věži. Poté se ve vedení české pošty vystřídalo několik jiných šlechticů. Za vlády Maxmiliána II. se začalo s přepravou soukromých listů, za panování Rudolfa II. začaly být poštou přepravovány i osoby. Dálkové spojení bylo navázáno s Vratislaví, Benátkami, Bruselem, Paříží a Londýnem. Roku 1622, brzy po bitvě na Bílé hoře, získali úřad nejvyššího dvorského poštmistra v Čechách jako dědičné léno příslušníci rodiny Paarů. Vykonávali jej sto let, načež v roce 1722, za vlády Karla VI. byla pošta v habsburské monarchii zestátněna.
Pošta od poloviny 18. století zajištovala dopravu osob poštovními dostavníky (dilligencemi). Významným reformátorem a organizátorem pošty byl opočenský rodák Otto z Ottenfeldu, který v roce 1823 zavedl pravidelné dopravní spoje z Vídně do Brna, Prahy a Bratislavy.
V roce 1700 bylo na území Čech, Moravy a Slezska 41 činných poštovních úřadů. V roce 1918 zde bylo již 2799 poštovních úřadů a sběren dopisů, z toho 1889 v Čechách, 737 na Moravě a 173 ve Slezsku.

### Současnost
Základní povinností pošty je povinnost zajistit na celém území České republiky všeobecnou dostupnost základních služeb podle § 3 odst. 1 zákona o poštovních službách:
a) službu dodání poštovních zásilek do 2 kg,
b) službu dodání poštovních balíků do 10 kg,
c) službu dodání peněžní částky poštovním poukazem,
d) službu dodání doporučených zásilek,
e) službu dodání cenných zásilek,
f) službu bezúplatného dodání poštovních zásilek do 7 kg pro nevidomé osoby,
g) služby, které musí být zajištěny na základě závazků vyplývajících z členství České republiky ve Světové poštovní unii.
Nositelem poštovní licence v České republice je Česká pošta.

## Legislativa

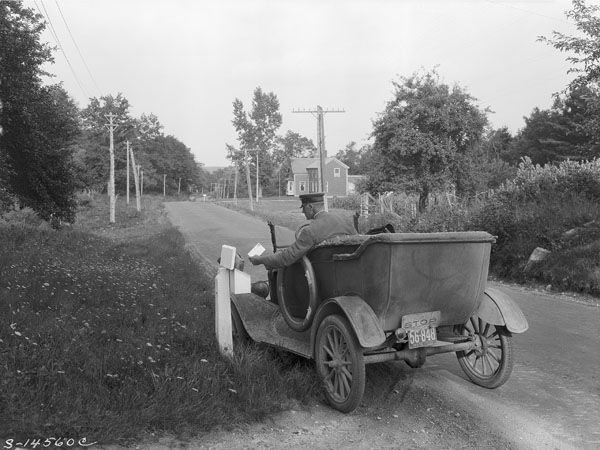
George W. Ackerman: Pošťák doručuje dopis, York county, Maine, 1930

### Mezinárodní

#### Celosvětová
Tzv. veřejní poštovní operátoři (v České republice Česká pošta) jsou sdruženi ve Světové poštovní unii. V mezinárodním provozu se řídí Akty Světové poštovní unie. Ty jsou aktualizovány na jednotlivých Kongresech Unie (v roce 2012 v Dauhá; 20.9 – 7.10. 2016 Istanbul; 9.8. – 22.8. 2021 Abidžan). Obsahem akt Světové poštovní unie jsou:
- Světová poštovní úmluva,
- Závěrečný protokol Světové poštovní úmluvy
- Generální řád Světové poštovní unie

#### Evropská unie
- Směrnice Evropského parlamentu a Rady 97/67/ES ze dne 15. prosince 1997 o společných pravidlech pro rozvoj vnitřního trhu poštovních služeb Společenství a zvyšování kvality služby.[15]

### Česká

#### Historie
Činnost pošty byla na území Česka regulována v minulosti těmito zákony:
- 1838 - císařský patent č. 47 sb. zák. pol. z roku 1838 a č. 240 sb. zák. soud., kterým byl vyhlášen poštovní zákon
- 13. prosince 1946 - zákon č. 222/1946 Sb., o poště (poštovní zákon).
- 25. června 1949 - zákon č. 151/1949 Sb., o Československé poště, národním podniku - ze státního podniku Československá pošta vzniká „Československá pošta, národní podnik“
- 31. prosince 1992 - z rozhodnutí ministra hospodářství č. 378/1992 ze dne 16. prosince 1992 odstavce II, byla Správa pošt a telekomunikací, s. p., (SPT, s. p.) Praha rozdělena na dva samostatné podniky (Česká pošta, s. p., a SPT Telecom, s. p.).

#### Současnost
- Zákon č. 29/2000 Sb., o poštovních službách
- Vyhláška č. 464/2012 Sb., o stanovení specifikace jednotlivých základních služeb a základních kvalitativních požadavků na jejich poskytování
- Nařízení vlády č. 178/2015 Sb., o stanovení minimálního počtu provozoven pro poskytování základních služeb[16]

Ústředním orgánem státní správy pro poštovní služby je podle kompetenčního zákona Ministerstvo průmyslu a obchodu. Tato působnost platí s výjimkou věcí svěřených do působnosti Českého telekomunikačního úřadu (organizační složka státu).
Držitelem poštovní licence podle zákona o poštovních službách je Česká pošta, státní podnik, který dne 1. ledna 1993 založilo Ministerstvo vnitra.

## Údaje uváděné na poštovních zásilkách
Na poštovních zásilkách mohou být uvedeny údaje upřesňující způsob, místo a čas dodání, případně informující o odesílateli. V mezinárodním styku to bývají například následující francouzské aj. nápisy:
- »Á remettre en main propre« – „Dodání do vlastních rukou adresáta“
- »Avis de réception« – „Dodejka“
- »Colis exprès« – „Spěšnina“
- »Destinataire« – „Adresát“
- »Économique« – „Ekonomický“
- »En mains propres« – „Do vlastních rukou“
- »Expéditeur« – „Odesílatel“
- »Fragile« – „Křehký“
- »Non reclamé« – „Nevyžádáno“
- »Par avion« – „Letecky“
- »Poste restante« – „Zůstane na poště"
- »Prioritaire« – „Přednostní“
- »Recommandé« – „Doporučeně“
- »Remboursement« – „Dobírka“
- »Télégramme« – „Telegram“
- »Urgent« – „Pilný“

### Doručenka
Doručenka (též dodejka) je systém oznamující odesílateli zprávy, že jeho zpráva byla převzata. Může obsahovat i další informace o přijetí zprávy příjemcem jako jeho osobní údaje či konkrétní čas přijetí.